# Balenciaga
Balenciaga é uma casa de moda criada pelo estilista espanhol Cristóbal Balenciaga, considerado o arquiteto da alta costura pelo seu amplo conhecimento na confecção dos trajes e utilização de linhas puras contando ainda com o perfeccionismo, que era sua marca. A empresa foi comprada pelo grupo Kering em 2001.

## Apoio à Ucrânia
Em março de 2022, durante a Paris Fashion Week, a marca expressou seu apoio à Ucrânia, que foi gravemente afetada pela invasão russa durante a Guerra Russo-Ucraniana. T-shirts nas cores amarela e azul da bandeira ucraniana foram colocadas em todas as cadeiras. A diretora criativa da Balenciaga, Demna Gvasalia, recitou um poema do escritor ucraniano Oleksandr Oles, Viva a Ucrânia, viva pela beleza, no início e no final do show. Ela observou que este show é auto-explicativo, pois é uma dedicação ao "destemor, resistência e vitória do amor e da paz". Nesse contexto, a marca fez doações ao Programa Alimentar Mundial da ONU para apoiar os refugiados ucranianos.

## Controvérsias
Como parte de sua coleção de outono de 2018, a marca lançou uma camisa de 935 libras (R$ 4,6 mil). A peça consiste de uma camisa básica com uma camisa de botão xadrez presa na frente da camisa básica, o que gerou uma polêmica nas redes sociais.
Em 2022, a marca lançou um sapato com o visual propositalmente destruído, ao que usuários nas redes sociais apontaram como fetichização da pobreza, ou glamourização da miséria. Sobre o conceito criativo do tênis, Demna Gvasalia, o diretor criativo da Balenciaga disse que "sinto que meu desafio e responsabilidade como designer hoje é questionar o que é beleza. Eu sou um refugiado, precisava ver beleza em todos". O lançamento foi alvo de críticas na imprensa.
Em novembro de 2022, a Balenciaga foi acusada de apologia ao abuso infantil por usar a imagem de uma criança para fazer campanha de ursos de pelúcia com acessórios sexuais. Depois dessa controvérsia, a Balenciaga retirou a campanha do ar.